# Associazione Calcio Libertas (Milano)
L'Associazione Calcio Libertas è stato una delle molte società calcistiche di Milano che hanno disputato i campionati dell'inizio del XX secolo.
La sede della società era in via Revere. Nel dopoguerra tornò come Associazione Calcio Libertas.

## Storia
Fondato nel 1905, il club esordì nei campionati milanesi di Terza Categoria, che il club si aggiudicò nel 1908, allorquando la società fu registrato fra le squadre milanesi nel prospetto del ragionier Bosisio. La stagione successiva salì quindi in Seconda Categoria operando un efficacissimo percorso di rafforzamento, tanto che nel 1910 anche questo campionato fu conquistato sconfiggendo le avversarie piemontesi e liguri.
Ai brillanti risultati sportivi non corrisposero però altrettanti frutti economici, tanto che il club dovette rinunciare alla Prima Categoria 1910-1911, che risultò pertanto incompleto nell'organico. Le ulteriori difficoltà costrinsero poi l'anno successivo alla fusione nel Racing Libertas Club. Dapprima giocava sul campo di via Cimarosa e poi sul campo di via Bersaglio (dimensioni 50x100 m.), in zona San Siro, inaugurato il 29 settembre 1912 con l'amichevole tra Libertas e gli svizzeri dell'Fc Montreux con vittoria di questi ultimi per 1 a 0.
La fusione tra il neonato "Racing Club Italia" e il "Libertas Club", entrambe di Milano, nel settembre 1911, portò il nuovo nome di Racing Libertas che fu battezzato perdendo contro il Casale lo speciale concorso indetto dalla FIGC per completare l'organico di Prima Categoria. I piemontesi si erano infatti visti rifiutare la domanda per il massimo campionato l’anno prima proprio perché la FIGC aveva riservato il posto alla Libertas in virtù dei suoi risultati in Seconda Categoria, e visto che la rinuncia del club aveva poi lasciato il posto sprecato e il torneo monco, l’anno successivo la Federazione impose per equità la disputa di tale spareggio. La Libertas si accontentò quindi del campionato lombardo di Seconda Categoria 1911-1912, disputando le partite casalinghe sul terreno di via Cimarosa. L'anno successivo chiese l'ammissione alla Prima Categoria, che ottenne dopo aver disputato un girone di spareggio contro Savona, Como e Lambro di Milano.
Nella sua prima stagione in massima serie ottenne 1 punto in 10 incontri disputati e fu quindi retrocesso, ma subito ripescato per l'allargamento del campionato ("allargamento dei quadri"). Disputò quindi nuovamente la Prima Categoria nel 1913-1914 e nel 1914-1915, senza mai superare il primo turno eliminatorio, prima della sospensione dell'attività dovuta alla grande guerra.
Nel dopoguerra riprese l'attività con il nome di Associazione Calcio Libertas avendo assorbito i resti dell'Associazione Milanese del Calcio. Disputò altri tre campionati di massima serie, senza ottenere risultati di grande rilievo, prima di cessare l'attività nel 1922.

## Palmarès

### Competizioni nazionali
- Seconda Categoria: 1

1910
- Terza Categoria: 1

1908 (campionato lombardo)

## Colori e simboli

### Colori
Il colore della maglia della Racing Libertas era il rosso, quello dell'A.C. Libertas era invece rosso con una banda bianca orizzontale tessuta in basso.
| Racing Libertas (1911-1915) |